# Rajshahi (zila)
Rajshahi (en bengalí: রাজশাহী জেলা) es un zila o distrito de Bangladés que forma parte de la división de Rajshahi.
Comprende 9 upazilas en una superficie territorial de 2.426 km² : Bagha, Bagmara, Charghat, Durgapur, Godagari, Mohanpur, Paba, Puthia y Tanore.
La capital es la ciudad de Rajshahi.

## Upazilas con población en marzo de 2011[2]
- Bagha 184,183
- Baghmara 354,664
- Boalia 221,163
- Charghat 206,788
- Durgapur 185,845
- Godagari 330,924
- Matihar 62,172
- Mohanpur 170,021
- Paba 314,196
- Puthia 207,490
- Rajpara 137,318
- Shah Makhdam 29,103
- Tanore 191,330

## Demografía
Según estimación 2010 contaba con una población total de 2.763.424 habitantes.